# 刘清明
刘清明（1914年—1998年），中国人民解放军将领、中国人民解放军开国少将。
曾任总高级步兵学校干部部部长。1955年，授予中国人民解放军少将。